# Dino Dini
Pour les articles homonymes, voir Dini.
Dino Dini (né à Bristol le 5 juin 1965) est un développeur de jeux vidéo spécialisé dans les simulations de football. Dini est reconnu comme étant le "père" des jeux vidéo de football. Il est le créateur de titres devenus des classiques du genre, comme Kick Off, Player Manager, Goal!, et Dino Dini's Soccer. Dino lui-même n'était pas un passionné de football, il commença à travailler sur Kick Off à la demande de la société Anco. Au cours de sa carrière, il a également été musicien, compositeur et chanteur.

## Carrière

### Débuts
Enfant, Dino Dini s'intéresse à l'électronique et à l'informatique. Son intérêt pour la conception de jeux serait née vers 1975, après qu'il a visité une fête foraine ou étaient présentées des bornes d'arcade faisant tourner des jeux tels que Snake ou Space Invaders. En 1979, il réalise ses premiers jeux sur l'Acorn System 1, un ordinateur familial qu'il avait monté en kit. Il conçoit notamment un clone de Breakout en assembleur. Sa première production majeure, programmée en l'espace de deux semaines, fut baptisée Letteroids (mais publiée sous un autre nom). À mi-chemin entre Snake et Asteroids. Letteroids ne fut pas un succès commercial. Malgré cela, Dini réécrit ce jeu en langage Java à la fin des années 1990. Par la suite, il développa aussi sous BBC Micro.

### Développement de simulations de football
En 1989, Dini lança Kick Off, son premier jeu de football. Le titre reçu des critiques très favorables dans la presse spécialisée et chez les joueurs. L'introduction d'une dimension technique et tactique était une innovation : le ballon ne collait plus aux crampons, et les équipes suivaient des stratégies propres.
Dans les années 1990, il fut suivi par un jeu de management de football, Player Manager, puis de Kick Off 2, de Goal et de Dino Dini's Soccer.

### Aux États-Unis
En 1996, Dini déménagea aux États-Unis, afin d'acquérir de l'expérience. Il fut alors brièvement chef de projet, en aidant notamment l'éditeur Z-Axis (en) dans la conception de Three Lions, une simulation de football entièrement en 3D. Par la suite, Dini dirigea un projet expérimental appelé "Monster Movie", pour le compte des Studios Universal.
Dini travailla aussi pour la société 3DO. Il dirigea alors le développement de Vegas Games 2000, de Family Game Pack (sorti sur PlayStation) et de Army Men Sarge's Heroes développé pour Nintendo 64. Dini orienta aussi la réalisation d'une compilation de jeux (Groovy Bunch Of Games, sorti sur PC), qui comprenait un titre Box Battles, dont le concept original fut inspiré par Dini. Par la suite, il devint ingénieur studio au sein de cette compagnie, afin d'encourager l'uniformisation et le partage du code source entre les différents programmeurs.
Il collabora aussi avec les studios THQ, où il eut la charge de créer un titre appelé Tripple A dans un délai réduit à six mois et avec un petit budget. Paradoxalement, cette compagnie aurait développé dans le même temps un titre concurrent, en tentant d'utiliser (sans succès) une grande partie du code source de Tripple A.

### Au Royaume-Uni
Cinq ans plus tard, il revint en Angleterre. En avril 2001, il commença à travailler au sein de Abundant Software, sa nouvelle compagnie de développement. En 2004, Dini signa un contrat avec DC-Studios pour développer un nouveau jeu de football dont le nom de code initial était Soccer 3 et qui fut renommé par la suite Total Control Football. Le développement du produit fut stoppé durant l'été 2005 (la première présentation à la presse, prévue lors du festival d'Edimbourg en août 2005 fut annulée). On a pu attribuer cet échec à la domination déjà durable des deux "poids lourds" du marché, FIFA et Pro Evolution Soccer. Pour Dini, la stratégie de marketing confidentielle a condamné le projet.
Depuis 2005, Dini travaille comme entrepreneur, notamment sur des projets financés par des fonds gouvernementaux. Il est actuellement conférencier aux Pays-Bas, à l'Université de sciences appliquées de Breda, où il enseigne la programmation de jeux vidéo. En parallèle, il travaille comme consultant et développeur au sein de sa compagnie Igneous Entertainment Limited, basée à Bristol.
En 2010, Dino fut nommé pour siéger au conseil d'administration de l'IGDA (littéralement en français, "l'association internationale des développeurs de jeu vidéo") mais il n'obtint pas un nombre suffisant de votes.
En avril 2012, Dini déclare qu'il travaille bénévolement sur une nouvelle version du jeu Player Manager. Devant le peu de retours, il préfère se consacrer davantage à la musique. Pour motiver le développeur, son nouveau studio de développement (Centre Circle Studios) lança une pétition à la même date.
Le 14 octobre 2015, Dino Dini annonce une suite à Kick Off. Le jeu sortira en exclusivité sur les consoles de Sony
. Cette nouvelle version adoptera la haute-définition et la 3D, et conservera la caméra de dessus. Avec des moyens plus modestes que les ténors du genre, l'objectif serait de garder l'esprit du jeu original.

## Jeux développés
Les jeux développés par Dino Dini :
- Kick Off (publié par Anco en 1989) sorti sur Amiga et Atari ST
- Kick Off Extra Time (publié par Anco en 1989) Amiga/Atari ST
- Player Manager (Anco, 1990), sur Amiga et Atari ST
- Kick Off 2 (Anco, 1990), sur Amiga et Atari ST
- Kick Off 2: The Final Whistle (Anco, 1991) Amiga/Atari ST
- Kick Off 2: Return To Europe (Anco, 1991) Amiga/Atari ST
- Kick Off 2: Winning Tactics (Anco, 1991) Amiga/Atari ST
- GOAL! (publié par Virgin Games en 1993), sorti sur Amiga et Atari ST
- Dino Dini's Soccer (publié par Virgin Games en 1994), sorti sur Mega Drive
- Dino Dini’s Kick Off Revival (publié par The Digital Lounge en 2016), sorti sur PlayStation 4 puis sur PS Vita.